# Gualococti
Gualococti es un distrito del municipio de Morazán Sur, departamento de Morazán, El Salvador. De acuerdo al censo oficial de 2024, tiene una población de 4.263 habitantes.

## Historia
El sitio es un antiguo asentamiento Lenca. En 1770 perteneció al curato de Osicala y en 1786 al Partido de Gotera. Entre 1824 y 1875 formó parte del departamento de San Miguel y desde entonces lo es de su actual circunscripción. 
En el 17 de octubre de 1852 comenzó un temporal que causó estragos en el oriente de El Salvador; Según los correos que llegaron al gobernador del departamento de San Miguel, en el pueblo de Gualococti se derrumbó la mitad de un cerro que causó la pérdida de algunas casas.
En 1890 su población fue estimada en 650 personas.
Toponimia:
Gualococti, es un topónimo híbrido, ya que esta fusionada entre el Lenca y el náhuat que significa "Río de los Ocotes", pues viene de la palabra lenca "Gual" que significa río y de la raíz náhuat "Ococti", que es una corrupción gramatical de "Ocoti" y que significa "pino".
(Carlos Mariona)

## Información general
El distrito cubre un área de 18,62 km² y la cabecera tiene una altitud de 530 m s. n. m. El topónimo Gualococti significa «Río de los Ocotes». Su territorio es montañoso.